# Équipe de Corée du Sud de football à la Coupe du monde 2014
Cet article relate le parcours de l'équipe de Corée du Sud de football lors de la Coupe du monde de football de 2014 organisée au Brésil du 12 juin au 13 juillet 2014.

## Qualifications
En se qualifiant en 2013 pour la Coupe du monde 2014 après un duel âpre avec l'Iran, la Corée du Sud s'apprête à disputer sa 8e Coupe du monde de rang, une performance que seuls le Brésil, l'Allemagne, l'Italie, l'Argentine et l'Espagne ont déjà réalisé.

## Préparations
Hong Myung-bo, qui a mené l’équipe olympique sud-coréenne à la médaille de bronze lors des Jeux de Londres en 2012, est nommé à la tête de la sélection. En parallèle, à cause de nombreuses défaites en matchs amicaux contre le Japon (2-1), le Brésil (2-0), la Croatie (4-0 puis 2-1), la Russie (2-1), le Mexique (4-0) et les États-Unis (2-0), la Corée du Sud chute à la 60e place du classement FIFA ce qui en fait l'une des équipes les plus mal classées de la compétition en dépit de victoires contre le Mali (3-1), le Costa Rica (1-0), la Grèce à Athènes 11e au classement FIFA (2-0) et la Suisse, 6e au classement FIFA (2-1).
Le 6 décembre, la Corée du Sud est versée dans un groupe H très contrasté. Cette poule comprend deux sélections européennes solides. La Belgique, principal favori du groupe, compte sur une génération dorée avec de nombreuses individualités et s'est facilement qualifiée face à la Croatie (qui a doublement battu la Corée en amical) et la Serbie. La Russie, l'autre favori du groupe et futur organisateur de la Coupe du monde contre qui elle a perdu un match amical, dispose d'un collectif solide et entraîné par Fabio Capello et s'est facilement extirpée de son groupe de qualification qui comprenait le Portugal. En revanche, les Sud-Coréens partent favori contre le petit poucet algérien qui a eu toutes les peines du monde à se qualifier face au Burkina Faso et dont les performances en compétitions internationales sont faibles depuis plusieurs années.
Mais les Guerriers Taeguks abordent la compétition en plein doute à cause d'une préparation ratée, la Corée du Sud perdant ses deux matchs de préparation face à la Tunisie à domicile le 29 février (0-1) puis surtout face au Ghana (0-4) une semaine avant le début du Mondial. Malgré une domination nette et un large pourcentage de possession, la Corée ne concrétise aucune de ses nombreuses occasions et de grosses erreurs de la défense coréenne entraînent tous les buts adverses. Ces défaites combinées aux bonnes préparations de la Belgique, de la Russie et surtout de l'Algérie mettent la sélection en plein doute pour chacun des trois matchs. En parallèle, le cas Park Chu-Young crée la polémique en Corée du Sud. Mis en cause pour son manque de temps de jeu mais pourtant retenu pour aller au Brésil, l'attaquant coréen fait l'objet de critiques.

## Effectif
Le 8 mai 2014, le sélectionneur Hong Myung-bo a annoncé une liste complète de vingt-trois joueurs pour le mondial.
Le 29 mai 2014, le footballeur Kim Jin-su est blessé à la cheville et remplacé par Park Joo-ho.
| Numéro / Nom       | Numéro / Nom    | Club                    | Date de naissance | J.              | Buts            |                 |                 |                 |
| Gardiens de but    | Gardiens de but | Gardiens de but         | Gardiens de but   | Gardiens de but | Gardiens de but | Gardiens de but | Gardiens de but | Gardiens de but |
| ------------------ | --------------- | ----------------------- | ----------------- | --------------- | --------------- | --------------- | --------------- | --------------- |
| 1                  | Jung Sung-ryong | Suwon Samsung Bluewings | 04.01.1985        | 2               | 0               | 0               | 0               | 0               |
| 21                 | Kim Seung-gyu   | Ulsan Hyundai           | 30.09.1990        | 1               | 0               | 0               | 0               | 0               |
| 23                 | Lee Bum-young   | Busan I'Park            | 02.04.1989        | 0               | 0               | 0               | 0               | 0               |
| Défenseurs         |                 |                         |                   |                 |                 |                 |                 |                 |
| 4                  | Kwak Tae-hwi    | Al-Hilal                | 08.07.1981        | 0               | 0               | 0               | 0               | 0               |
| 20                 | Hong Jeong-ho   | FC Augsbourg            | 12.08.1989        | 3               | 0               | 1               | 0               | 0               |
| 5                  | Kim Young-gwon  | Guangzhou               | 27.02.1992        | 3               | 0               | 0               | 0               | 0               |
| 12                 | Lee Yong        | Ulsan Hyundai           | 24.12.1986        | 3               | 0               | 1               | 0               | 0               |
| 22                 | Park Joo-ho     | 1. FSV Mayence 05       | 16.01.1987        | 0               | 0               | 0               | 0               | 0               |
| 2                  | Kim Chang-soo   | Kashiwa Reysol          | 12.09.1985        | 0               | 0               | 0               | 0               | 0               |
| 6                  | Hwang Seok-ho   | Sanfrecce Hiroshima     | 27.06.1989        | 1               | 0               | 0               | 0               | 0               |
| 3                  | Yun Suk-young   | Queens Park Rangers     | 13.02.1990        | 3               | 0               | 0               | 0               | 0               |
| Milieux de terrain |                 |                         |                   |                 |                 |                 |                 |                 |
| 16                 | Ki Sung-yueng   | Sunderland              | 24.01.1989        | 3               | 0               | 1               | 0               | 0               |
| 17                 | Lee Chung-yong  | Bolton Wanderers        | 02.07.1988        | 3               | 0               | 0               | 0               | 0               |
| 13                 | Koo Ja-cheol    | Mayence 05              | 27.02.1989        | 3               | 1               | 1               | 0               | 0               |
| 7                  | Kim Bo-kyung    | Cardiff City            | 06.10.1989        | 2               | 0               | 0               | 0               | 0               |
| 8                  | Ha Dae-sung     | Beijing Guoan           | 02.03.1985        | 0               | 0               | 0               | 0               | 0               |
| 15                 | Park Jong-woo   | Guangzhou R&F           | 10.03.1989        | 0               | 0               | 0               | 0               | 0               |
| 14                 | Han Kook-young  | Kashiwa Reysol          | 19.04.1990        | 3               | 0               | 1               | 0               | 0               |
| Attaquants         |                 |                         |                   |                 |                 |                 |                 |                 |
| 10                 | Park Chu-young  | Watford                 | 10.07.1985        | 2               | 0               | 0               | 0               | 0               |
| 11                 | Lee Keun-ho     | Sangju Sangmu           | 11.04.1985        | 3               | 1               | 0               | 0               | 0               |
| 18                 | Kim Shin-wook   | Ulsan Hyundai           | 14.04.1988        | 2               | 0               | 0               | 0               | 0               |
| 19                 | Ji Dong-won     | FC Augsbourg            | 28.05.1991        | 2               | 0               | 0               | 0               | 0               |
| 9                  | Son Heung-min   | Bayer Leverkusen        | 08.07.1992        | 3               | 1               | 1               | 0               | 0               |
| Sélectionneur      |                 |                         |                   |                 |                 |                 |                 |                 |
|                    | Hong Myung-bo   |                         | 12.02.1969        |                 |                 |                 |                 |                 |

## Coupe du monde

### Premier tour - Groupe H
|   | Équipe       | Pts | J | G | N | P | Bp | Bc | Diff |
| 1 | Belgique     | 9   | 3 | 3 | 0 | 0 | 4  | 1  | 3    |
| 2 | Algérie      | 4   | 2 | 1 | 1 | 1 | 6  | 5  | +1   |
| 3 | Russie       | 2   | 3 | 0 | 2 | 1 | 2  | 3  | -1   |
| 4 | Corée du Sud | 1   | 3 | 0 | 1 | 2 | 3  | 6  | -3   |

| J 1 | 17 juin 2014 | Belgique     | 2 - 1 | Algérie      |
| J 1 | 18 juin 2014 | Russie       | 1 - 1 | Corée du Sud |
| J 2 | 22 juin 2014 | Belgique     | 1 - 0 | Russie       |
| J 2 | 22 juin 2014 | Corée du Sud | 2 - 4 | Algérie      |
| J 3 | 26 juin 2014 | Corée du Sud | 0 - 1 | Belgique     |
| J 3 | 26 juin 2014 | Algérie      | 1 - 1 | Russie       |

#### Russie - Corée du Sud
| Match 16                                                 | Russie                 | 1 - 1   | Corée du Sud    | Arena Pantanal, Cuiabá                                               |                                                                      |
| 18 juin 2014 · 18:00 (UTC-4) · Historique des rencontres | Alexandre Kerjakov 74e | (0 - 0) | 68e Lee Keun-ho | Spectateurs : 37 603 · Arbitrage : Néstor Pitana · Photos du match · | Spectateurs : 37 603 · Arbitrage : Néstor Pitana · Photos du match · |
| 18 juin 2014 · 18:00 (UTC-4) · Historique des rencontres | Rapport                |         |                 | Spectateurs : 37 603 · Arbitrage : Néstor Pitana · Photos du match · | Spectateurs : 37 603 · Arbitrage : Néstor Pitana · Photos du match · |

| Russie | Corée du Sud |

| RUSSIE :        |    |                      |  |     |     |
|                 |    |                      |  |     |     |
| Gardien de but  | 1  | Igor Akinfeïev       |  |     |     |
|                 | 4  | Sergueï Ignachevitch |  |     |     |
|                 | 8  | Denis Glouchakov     |  | 72e |     |
|                 | 9  | Alexandre Kokorine   |  |     |     |
|                 | 14 | Vassili Bérézoutski  |  |     |     |
|                 | 17 | Oleg Chatov          |  | 59e | 49e |
|                 | 18 | Iouri Jirkov         |  | 71e |     |
|                 | 19 | Alexandre Samedov    |  |     |     |
|                 | 20 | Viktor Faïzouline    |  |     |     |
|                 | 22 | Andreï Iechtchenko   |  |     |     |
|                 | 23 | Dmitri Kombarov      |  |     |     |
| Remplaçants :   |    |                      |  |     |     |
|                 | 11 | Alexandre Kerjakov   |  | 71e |     |
|                 | 10 | Alan Dzagoïev        |  | 59e |     |
|                 | 7  | Igor Denissov        |  | 72e |     |
| Sélectionneur : |    |                      |  |     |     |
| Fabio Capello   |    |                      |  |     |     |

| CORÉE DU SUD :  |    |                 |  |     |     |
|                 |    |                 |  |     |     |
| Gardien de but  | 1  | Jung Sung-ryong |  |     |     |
|                 | 3  | Yun Suk-young   |  |     |     |
|                 | 5  | Kim Young-gwon  |  |     |     |
|                 | 9  | Son Heung-min   |  | 84e | 13e |
|                 | 10 | Park Chu-young  |  | 56e |     |
|                 | 12 | Lee Yong        |  |     |     |
|                 | 13 | Koo Ja-cheol    |  |     | 90e |
|                 | 14 | Han Kook-young  |  |     |     |
|                 | 16 | Ki Sung-yueng   |  |     | 30e |
|                 | 17 | Lee Chung-yong  |  |     |     |
|                 | 20 | Hong Jeong-ho   |  | 73e |     |
| Remplaçants :   |    |                 |  |     |     |
|                 | 11 | Lee Keun-ho     |  | 56e |     |
|                 | 6  | Hwang Seok-ho   |  | 73e |     |
|                 | 7  | Kim Bo-kyung    |  | 84e |     |
| Sélectionneur : |    |                 |  |     |     |
| Hong Myung-bo   |    |                 |  |     |     |

| Assistants : Hernán Maidana Juan Pablo Belatti Quatrième arbitre : Roberto Moreno Cinquième arbitre : Eric Boria Homme du Match : Son Heung-min |

#### Corée du Sud - Algérie
| Match 32                                                 | Corée du Sud                         | 2 - 4   | Algérie                                                                               | Stade José-Pinheiro-Borda, Porto Alegre                              |                                                                      |
| 22 juin 2014 · 16:00 (UTC-3) · Historique des rencontres | Son Heung-min 50e · Koo Ja-cheol 72e | (0 - 3) | 26e Islam Slimani · 28e Rafik Halliche · 38e Abdelmoumene Djabou · 62e Yacine Brahimi | Spectateurs : 42 732 · Arbitrage : Wilmar Roldán · Photos du match · | Spectateurs : 42 732 · Arbitrage : Wilmar Roldán · Photos du match · |
| 22 juin 2014 · 16:00 (UTC-3) · Historique des rencontres | Rapport                              |         |                                                                                       | Spectateurs : 42 732 · Arbitrage : Wilmar Roldán · Photos du match · | Spectateurs : 42 732 · Arbitrage : Wilmar Roldán · Photos du match · |

| Corée du Sud | Algérie |

| CORÉE DU SUD :  |    |                 |  |     |     |
|                 |    |                 |  |     |     |
| Gardien de but  | 1  | Jung Sung-ryong |  |     |     |
|                 | 3  | Yun Suk-young   |  |     |     |
|                 | 5  | Kim Young-gwon  |  |     |     |
|                 | 9  | Son Heung-min   |  |     |     |
|                 | 10 | Park Chu-young  |  | 57e |     |
|                 | 12 | Lee Yong        |  |     | 54e |
|                 | 13 | Koo Ja-cheol    |  |     |     |
|                 | 14 | Han Kook-young  |  | 78e | 69e |
|                 | 16 | Ki Sung-yueng   |  |     |     |
|                 | 17 | Lee Chung-yong  |  | 64e |     |
|                 | 20 | Hong Jeong-ho   |  |     |     |
| Remplaçants :   |    |                 |  |     |     |
|                 | 18 | Kim Shin-wook   |  | 57e |     |
|                 | 11 | Lee Keun-ho     |  | 64e |     |
|                 | 19 | Ji Dong-won     |  | 78e |     |
| Sélectionneur : |    |                 |  |     |     |
| Hong Myung-bo   |    |                 |  |     |     |

| ALGÉRIE :         |    |                     |  |     |     |
|                   |    |                     |  |     |     |
| Gardien de but    | 23 | Raïs M'Bolhi        |  |     |     |
|                   | 2  | Madjid Bougherra    |  | 89e | 67e |
|                   | 5  | Rafik Halliche      |  |     |     |
|                   | 6  | Djamel Mesbah       |  |     |     |
|                   | 12 | Carl Medjani        |  |     |     |
|                   | 20 | Aïssa Mandi         |  |     |     |
|                   | 10 | Sofiane Feghouli    |  |     |     |
|                   | 18 | Abdelmoumene Djabou |  | 73e |     |
|                   | 11 | Yacine Brahimi      |  | 77e |     |
|                   | 14 | Nabil Bentaleb      |  |     |     |
|                   | 13 | Islam Slimani       |  |     |     |
| Remplaçants :     |    |                     |  |     |     |
|                   | 9  | Nabil Ghilas        |  | 73e |     |
|                   | 8  | Medhi Lacen         |  | 77e |     |
|                   | 4  | Essaïd Belkalem     |  | 89e |     |
| Sélectionneur :   |    |                     |  |     |     |
| Vahid Halilhodžić |    |                     |  |     |     |

| Assistants : Christian Lescano Eduardo Díaz Quatrième arbitre : Alireza Faghani Cinquième arbitre : Hassan Kamranifar Homme du Match : Islam Slimani |

#### Corée du Sud - Belgique
| Match 47                                                 | Corée du Sud | 0 - 1   | Belgique           | Arena Corinthians, São Paulo                                        |                                                                     |
| 26 juin 2014 · 17:00 (UTC-3) · Historique des rencontres |              | (0 - 0) | 78e Jan Vertonghen | Spectateurs : 61 397 · Arbitrage : Ben Williams · Photos du match · | Spectateurs : 61 397 · Arbitrage : Ben Williams · Photos du match · |
| 26 juin 2014 · 17:00 (UTC-3) · Historique des rencontres | rapport      |         |                    | Spectateurs : 61 397 · Arbitrage : Ben Williams · Photos du match · | Spectateurs : 61 397 · Arbitrage : Ben Williams · Photos du match · |

| Corée du Sud | Belgique |

| CORÉE DU SUD :  |    |                |  |     |     |
|                 |    |                |  |     |     |
| Gardien de but  | 21 | Kim Seung-gyu  |  |     |     |
|                 | 3  | Yun Suk-young  |  |     |     |
|                 | 5  | Kim Young-gwon |  |     |     |
|                 | 9  | Son Heung-min  |  | 73e |     |
|                 | 12 | Lee Yong       |  |     |     |
|                 | 13 | Koo Ja-cheol   |  |     |     |
|                 | 14 | Han Kook-young |  | 46e |     |
|                 | 16 | Ki Sung-yueng  |  |     |     |
|                 | 17 | Lee Chung-yong |  |     |     |
|                 | 18 | Kim Shin-wook  |  | 66e |     |
|                 | 20 | Hong Jeong-ho  |  |     | 35e |
| Remplaçants :   |    |                |  |     |     |
|                 | 11 | Lee Keun-ho    |  | 46e |     |
|                 | 7  | Kim Bo-kyung   |  | 66e |     |
|                 | 19 | Ji Dong-won    |  | 73e |     |
| Sélectionneur : |    |                |  |     |     |
| Hong Myung-bo   |    |                |  |     |     |

| BELGIQUE :      |    |                      |  |     |     |
|                 |    |                      |  |     |     |
| Gardien de but  | 1  | Thibaut Courtois     |  |     |     |
|                 | 5  | Jan Vertonghen       |  |     |     |
|                 | 8  | Marouane Fellaini    |  |     |     |
|                 | 11 | Kevin Mirallas       |  | 88e |     |
|                 | 14 | Dries Mertens        |  | 60e |     |
|                 | 15 | Daniel Van Buyten    |  |     |     |
|                 | 16 | Steven Defour        |  |     | 45e |
|                 | 19 | Mousa Dembélé        |  |     | 50e |
|                 | 18 | Nicolas Lombaerts    |  |     |     |
|                 | 20 | Adnan Januzaj        |  | 60e |     |
|                 | 21 | Anthony Vanden Borre |  |     |     |
| Remplaçants :   |    |                      |  |     |     |
|                 | 22 | Nacer Chadli         |  | 60e |     |
|                 | 17 | Divock Origi         |  | 60e |     |
|                 | 10 | Eden Hazard          |  | 88e |     |
| Sélectionneur : |    |                      |  |     |     |
| Marc Wilmots    |    |                      |  |     |     |

| Assistants : Matthew Cream Hakan Anaz Quatrième arbitre : Víctor Hugo Carrillo Cinquième arbitre : Rodney Aquino Homme du Match : Jan Vertonghen |

## Statistiques

### Temps de jeu
| Joueur          |          |          |          | TT       | But inscrit | MJ       | MT       | Légende |
| --------------- | -------- | -------- | -------- | -------- | ----------- | -------- | -------- | --- |
| Gardiens        | Gardiens | Gardiens | Gardiens | Gardiens | Gardiens    | Gardiens | Gardiens | Abréviations et symboles : · TT : Total de minutes jouées · MJ : Nombre de matchs joués · MT : Matchs joués en tant que titulaire · : but · : joueur entré · : joueur remplacé · : capitaine · : carton jaune · : carton rouge |
| Jung Sung-ryong |          |          |          |          |             |          |          | Abréviations et symboles : · TT : Total de minutes jouées · MJ : Nombre de matchs joués · MT : Matchs joués en tant que titulaire · : but · : joueur entré · : joueur remplacé · : capitaine · : carton jaune · : carton rouge |
| Kim Seung-gyu   |          |          |          |          |             |          |          | Abréviations et symboles : · TT : Total de minutes jouées · MJ : Nombre de matchs joués · MT : Matchs joués en tant que titulaire · : but · : joueur entré · : joueur remplacé · : capitaine · : carton jaune · : carton rouge |
| Lee Bum-young   |          |          |          |          |             |          |          | Abréviations et symboles : · TT : Total de minutes jouées · MJ : Nombre de matchs joués · MT : Matchs joués en tant que titulaire · : but · : joueur entré · : joueur remplacé · : capitaine · : carton jaune · : carton rouge |
| Défenseurs      |          |          |          |          |             |          |          | Abréviations et symboles : · TT : Total de minutes jouées · MJ : Nombre de matchs joués · MT : Matchs joués en tant que titulaire · : but · : joueur entré · : joueur remplacé · : capitaine · : carton jaune · : carton rouge |
| Kwak Tae-hwi    |          |          |          |          |             |          |          | Abréviations et symboles : · TT : Total de minutes jouées · MJ : Nombre de matchs joués · MT : Matchs joués en tant que titulaire · : but · : joueur entré · : joueur remplacé · : capitaine · : carton jaune · : carton rouge |
| Hong Jeong-ho   |          |          |          |          |             |          |          | Abréviations et symboles : · TT : Total de minutes jouées · MJ : Nombre de matchs joués · MT : Matchs joués en tant que titulaire · : but · : joueur entré · : joueur remplacé · : capitaine · : carton jaune · : carton rouge |
| Kim Young-gwon  |          |          |          |          |             |          |          | Abréviations et symboles : · TT : Total de minutes jouées · MJ : Nombre de matchs joués · MT : Matchs joués en tant que titulaire · : but · : joueur entré · : joueur remplacé · : capitaine · : carton jaune · : carton rouge |
| Lee Yong        |          |          |          |          |             |          |          | Abréviations et symboles : · TT : Total de minutes jouées · MJ : Nombre de matchs joués · MT : Matchs joués en tant que titulaire · : but · : joueur entré · : joueur remplacé · : capitaine · : carton jaune · : carton rouge |
| Park Joo-ho     |          |          |          |          |             |          |          | Abréviations et symboles : · TT : Total de minutes jouées · MJ : Nombre de matchs joués · MT : Matchs joués en tant que titulaire · : but · : joueur entré · : joueur remplacé · : capitaine · : carton jaune · : carton rouge |
| Kim Chang-soo   |          |          |          |          |             |          |          | Abréviations et symboles : · TT : Total de minutes jouées · MJ : Nombre de matchs joués · MT : Matchs joués en tant que titulaire · : but · : joueur entré · : joueur remplacé · : capitaine · : carton jaune · : carton rouge |
| Hwang Seok-ho   |          |          |          |          |             |          |          | Abréviations et symboles : · TT : Total de minutes jouées · MJ : Nombre de matchs joués · MT : Matchs joués en tant que titulaire · : but · : joueur entré · : joueur remplacé · : capitaine · : carton jaune · : carton rouge |
| Yun Suk-young   |          |          |          |          |             |          |          | Abréviations et symboles : · TT : Total de minutes jouées · MJ : Nombre de matchs joués · MT : Matchs joués en tant que titulaire · : but · : joueur entré · : joueur remplacé · : capitaine · : carton jaune · : carton rouge |
| Milieux         |          |          |          |          |             |          |          | Abréviations et symboles : · TT : Total de minutes jouées · MJ : Nombre de matchs joués · MT : Matchs joués en tant que titulaire · : but · : joueur entré · : joueur remplacé · : capitaine · : carton jaune · : carton rouge |
| Ki Sung-yueng   |          |          |          |          |             |          |          | Abréviations et symboles : · TT : Total de minutes jouées · MJ : Nombre de matchs joués · MT : Matchs joués en tant que titulaire · : but · : joueur entré · : joueur remplacé · : capitaine · : carton jaune · : carton rouge |
| Lee Chung-yon   |          |          |          |          |             |          |          | Abréviations et symboles : · TT : Total de minutes jouées · MJ : Nombre de matchs joués · MT : Matchs joués en tant que titulaire · : but · : joueur entré · : joueur remplacé · : capitaine · : carton jaune · : carton rouge |
| Koo Ja-cheol    |          |          |          |          |             |          |          | Abréviations et symboles : · TT : Total de minutes jouées · MJ : Nombre de matchs joués · MT : Matchs joués en tant que titulaire · : but · : joueur entré · : joueur remplacé · : capitaine · : carton jaune · : carton rouge |
| Kim Bo-kyung    |          |          |          |          |             |          |          | Abréviations et symboles : · TT : Total de minutes jouées · MJ : Nombre de matchs joués · MT : Matchs joués en tant que titulaire · : but · : joueur entré · : joueur remplacé · : capitaine · : carton jaune · : carton rouge |
| Ha Dae-sung     |          |          |          |          |             |          |          | Abréviations et symboles : · TT : Total de minutes jouées · MJ : Nombre de matchs joués · MT : Matchs joués en tant que titulaire · : but · : joueur entré · : joueur remplacé · : capitaine · : carton jaune · : carton rouge |
| Park Jong-woo   |          |          |          |          |             |          |          | Abréviations et symboles : · TT : Total de minutes jouées · MJ : Nombre de matchs joués · MT : Matchs joués en tant que titulaire · : but · : joueur entré · : joueur remplacé · : capitaine · : carton jaune · : carton rouge |
| Han Kook-young  |          |          |          |          |             |          |          | Abréviations et symboles : · TT : Total de minutes jouées · MJ : Nombre de matchs joués · MT : Matchs joués en tant que titulaire · : but · : joueur entré · : joueur remplacé · : capitaine · : carton jaune · : carton rouge |
| Attaquants      |          |          |          |          |             |          |          | Abréviations et symboles : · TT : Total de minutes jouées · MJ : Nombre de matchs joués · MT : Matchs joués en tant que titulaire · : but · : joueur entré · : joueur remplacé · : capitaine · : carton jaune · : carton rouge |
| Park Chu-young  |          |          |          |          |             |          |          | Abréviations et symboles : · TT : Total de minutes jouées · MJ : Nombre de matchs joués · MT : Matchs joués en tant que titulaire · : but · : joueur entré · : joueur remplacé · : capitaine · : carton jaune · : carton rouge |
| Lee Keun-ho     |          |          |          |          |             |          |          | Abréviations et symboles : · TT : Total de minutes jouées · MJ : Nombre de matchs joués · MT : Matchs joués en tant que titulaire · : but · : joueur entré · : joueur remplacé · : capitaine · : carton jaune · : carton rouge |
| Kim Shin-wook   |          |          |          |          |             |          |          | Abréviations et symboles : · TT : Total de minutes jouées · MJ : Nombre de matchs joués · MT : Matchs joués en tant que titulaire · : but · : joueur entré · : joueur remplacé · : capitaine · : carton jaune · : carton rouge |
| Ji Dong-won     |          |          |          |          |             |          |          | Abréviations et symboles : · TT : Total de minutes jouées · MJ : Nombre de matchs joués · MT : Matchs joués en tant que titulaire · : but · : joueur entré · : joueur remplacé · : capitaine · : carton jaune · : carton rouge |
| Son Heung-min   |          |          |          |          |             |          |          | Abréviations et symboles : · TT : Total de minutes jouées · MJ : Nombre de matchs joués · MT : Matchs joués en tant que titulaire · : but · : joueur entré · : joueur remplacé · : capitaine · : carton jaune · : carton rouge |

| Buts | Joueurs | Adversaires |
| ---- | ------- | ----------- |
|      |         |             |
|      |         |             |

| Buts | Joueurs | Adversaires |
| ---- | ------- | ----------- |
|      |         |             |
|      |         |             |